# Шикачик філіппінський
Шика́чик філіппінський (Edolisoma coerulescens) — вид горобцеподібних птахів родини личинкоїдових (Campephagidae). Ендемік Філіппін.

## Опис

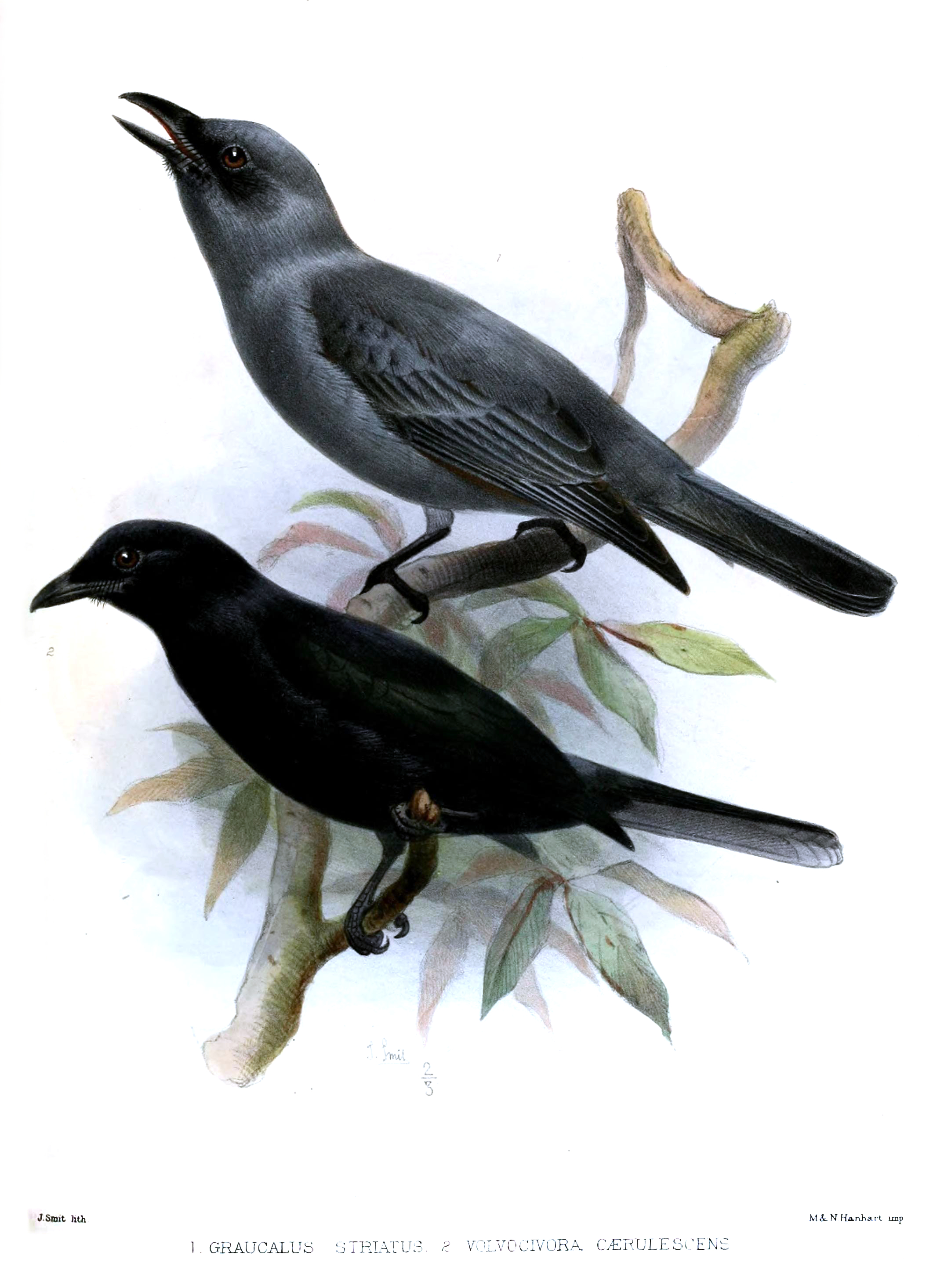
Смугастий шикачик (зверху), філіппінський шикачик (знизу)

Довжина птаха становить 25-26 см. Забарвлення самів номінативного підвиду повністю чорне з фіолетовим відтінком, за винятком сіруватого надхвістя. Забарвлення самиці темно-попелясто-сіре, надхвістя у неї також світліше. Очі темно-карі, дзьоб і лапи чорні. Представники підвиду E. c. deschauenseei не мають фіолетового відтінку в забарвленні.

## Підвиди
Виділяють три підвиди:
- E. c. coerulescens (Blyth, 1842) — острови Лусон і Катандуанес;
- E. c. deschauenseei (duPont, 1972) — острів Маріндук;
- †E. c. alterum Wardlaw-Ramsay, RG, 1881 — острів Себу.

## Поширення і екологія
Філіппінські шикачики живуть у вологих рівнинних тропічних лісах. Зустрічаються на висоті до 1000 м над рівнем моря.

## Збереження
МСОП загалом класифікує цей вид як такий, що не потребує особливих заходів зі збереження. Однак підвид E. c. deschauenseei відомий лише за голотипом 1971 року, а підвид E. c. alterum вважається вимерлим (свідчення про спостереження птаха в 1990-х і 2000-х роках є непідтвердженими).